# Le Chien (film, 2007)
Pour les articles homonymes, voir Le Chien.
Pour plus de détails, voir Fiche technique et Distribution.
Le Chien est un film français réalisé par Christian Monnier en 2007.

## Synopsis
Kévin est un jeune homme singulier au comportement parfois dangereux. Il vit avec Jean-Claude dans une ferme isolée au milieu d’une nature resplendissante. Les deux hommes cohabitent dans un mutisme déroutant. Quand Michèle rencontre Jean-Claude elle voit en lui  un amant de passage. Mais quand  Kévin apparaît, Michèle y voit la chance de donner un sens à sa propre vie…

## Fiche technique
- Titre : Le Chien
- Production et scénario : Christian Monnier, Danielle Laurent
- Durée : 80 minutes
- Pays d'origine :  France
- N° de Visa du CNC : 117.178 en date 9 juillet 2009.
- Dates de sortie :
  -  France : 1er juillet 2009
  -  Allemagne : 18 novembre 2010

## Distribution
- Florian Frin : Kevin
- Marie Le Cam : Michèle
- Jean-Marc Le Bars : Jean-Claude
- Rémi Bichet : Marco, l'amant de Michèle
- Sophie Vaslot : la mère de Kevin
- Régis Ivanov : Le maire
- Nathalie Cannet : Assistante sociale
- Odette Canton : la vieille dame
- Philippe Roure : collègue de Jean-Claude

## Distinctions
- Sélection officielle par Andrei Plakhov au Festival international du film de Moscou en 2007 dans la catégorie premiers films Perspective Competition, festival de classe A.
- Puis suivront les autres festivals, de 2007 à 2009 : World Films Festival of Montréal - Marbella Film Festival - Festival Films Nouvelle Génération de Lyon - San Luis Ciné Festival in Argentina (sélectionné mais pas présenté par manque de copie 35mm) - 4th International Eurasia Film Festival (sélectionné mais pas présenté par manque de copie 35mm) - Hof Film Festival in Germany - Film festival Max Ophüls Preis - Cologne Film Festival…